# Johann Wiesel

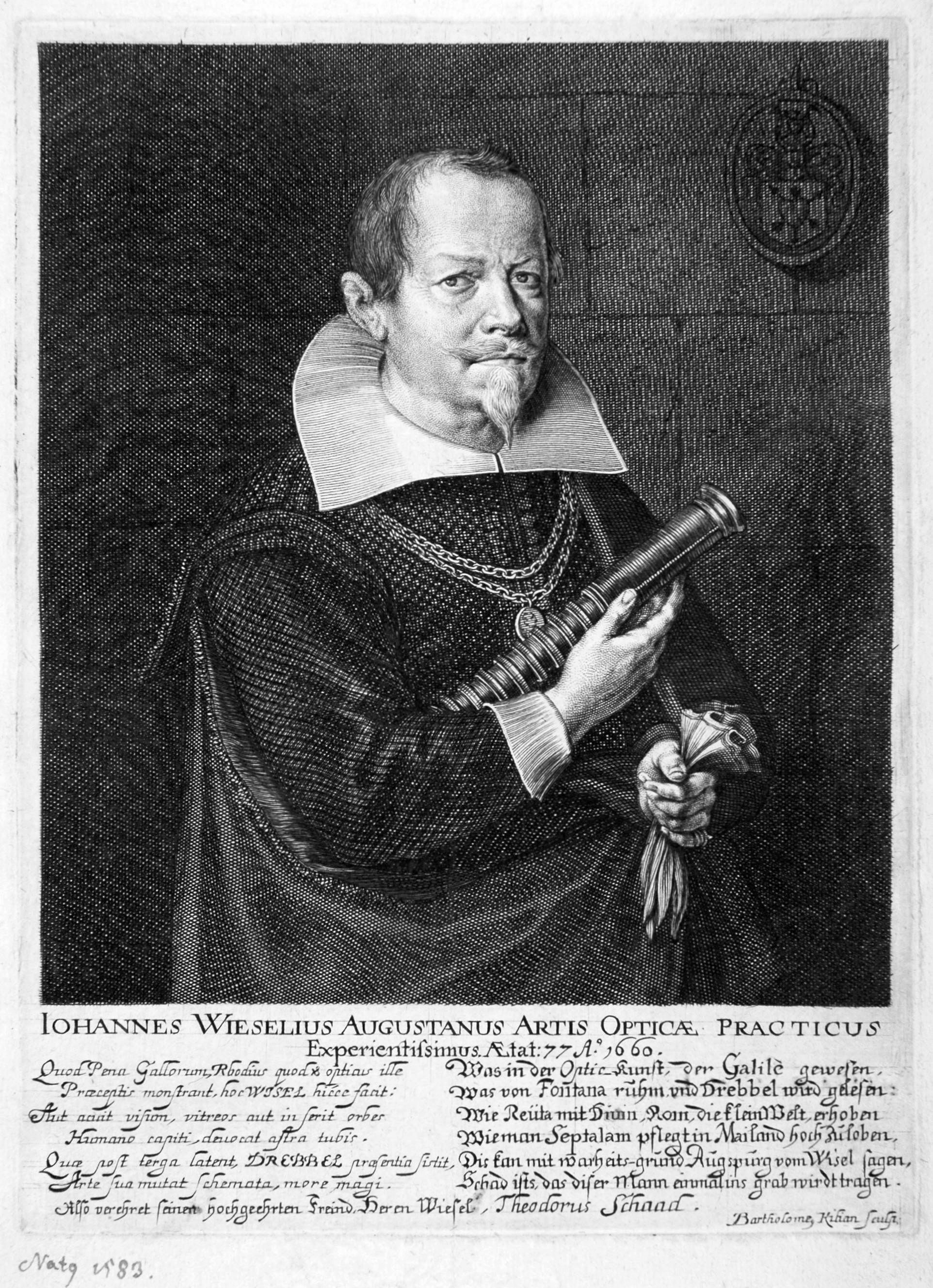
Johann Wiesel (1660)

Johann Wiesel (ur. 1583 w Burrweiler w Palatynacie, zm. 1662 w Augsburgu) – niemiecki rzemieślnik wytwarzający przyrządy optyczne, właściciel jednego z największych w ówczesnym świecie warsztatów optycznych i pierwszego zakładu w Niemczech, produkującego przemysłowo lunety.
W 1621 r. przybył do Augsburga i dzięki ożenkowi z córką miejscowego złotnika Arnolda uzyskał obywatelstwo tego Wolnego Miasta Rzeszy. W księgach miejskich został określony wówczas jako Schreiber (niem. pisarz).
Nie wiadomo dokładnie, gdzie i kiedy zdobył Wiesel umiejętności szlifowania szkieł i wyrabiania przyrządów optycznych. W 1625 r. działał już jednak jako wytwórca okularów i monokli. Produkował również lunety według pomysłu holenderskiego wynalazcy Hansa Lipperheya (1570-1619) z 1608 r. Soczewki do nich oprawiał często w tanie i łatwe w produkcji tubusy z tektury. W 1654 r. jako pierwszy wprowadził soczewkę polową zwiększającą pole widzenia, stosowaną dotychczas w lunetach, do mikroskopu. Swoje wyroby, sygnowane napisem Johann Wiesel Augustanus Opticus sprzedawał do Gdańska, Londynu, Paryża, Rzymu, Sztokholmu i Wiednia. Był dostawcą przyrządów optycznych dla niemieckiego dworu cesarskiego, książąt Bawarii i króla Szwecji Gustawa II Adolfa.
W domu na terenie dawnych ogrodów Welserów, w którym mieszkał Wiesel w Augsburgu (tzw. Wiesel-Haus przy Äußeren Pfaffengäßchen nr 23) w 2009 r. rozpoczęto prace adaptacyjne celem przekształcenia go w muzeum, przedstawiające dzieje wielkich kupieckich rodów Fuggerów i Welserów (przewidywane otwarcie: 2011 r.).

## Literatura
- Keil Inge: Augustanus Opticus, Berlin, 2000;
- Wiesel-Haus, w: “Kultur in Bewegung – Reisen, Handel und Verkehr”, Augsburg 2010.